# Feira de Santana
Feira de Santana è un comune del Brasile nello Stato di Bahia, parte della mesoregione del Centro-Norte Baiano e della microregione di Feira de Santana.

## Geografia
È la seconda città dello Stato di Bahia e si trova in una zona semi-arida a 115 km ad ovest dalla capitale Salvador, alla quale è collegata da un'ampia autostrada, la BR-324. Essendo ben collegata anche con le altre grandi città del nord-est del Brasile, Feira de Santana è diventata un punto di riferimento molto importante e ha così sviluppato soprattutto il settore terziario.
La città è anche sede della Università di Stato di Feira de Santana.

## Folclore
Feira de Santana è nota anche fuori dal Brasile per alcune famose feste come quella della "Senhora de Santa Ana", nella seconda quindicina di gennaio, la "Micareta", festa carnevalesca che si tiene quindici giorni prima di Pasqua, il "Festival de Violeiros" a settembre e le corride a novembre.